# Rodigo
Rodigo là một đô thị tại tỉnh Mantova trong vùng Lombardia của Italia, có vị trí cách khoảng 120 km về phía đông của Milano và khoảng 14 km về phía tây bắc của Mantova. Tại thời điểm ngày 31 tháng 12 năm 2004, đô thị này có dân số 5.177 người và diện tích là 41,6 km².
Đô thị Rodigo có các frazioni (các đơn vị trực thuộc, chủ yếu là các làng) Fossato and Rivalta sul Mincio.
Rodigo giáp các đô thị: Castellucchio, Ceresara, Curtatone, Gazoldo degli Ippoliti, Goito, Porto Mantovano.